# Зуйкевич, Елена Анатольевна
Елена Анатольевна Зуйкевич (род. 26 февраля 1990) — российская легкоатлетка, специалистка по бегу на короткие дистанции. Выступает на профессиональном уровне с 2009 года, обладательница серебряной медали Универсиады в Кванджу, призёрка первенств всероссийского значения. Представляет Калининградскую область и Пермский край. Мастер спорта России.

## Биография
Елена Зуйкевич родилась 26 февраля 1990 года. Занималась лёгкой атлетикой в Калининграде, окончила Балтийский федеральный университет имени Иммануила Канта. Параллельным зачётом выступала за Пермский край, проходила подготовку под руководством пермского специалиста, заслуженного тренера России Зухры Гумеровны Верещагиной.
Первого серьёзного успеха на взрослом всероссийском уровне добилась в сезоне 2013 года, когда с командой Пермского края выиграла бронзовую медаль в эстафете 4 × 200 метров на зимнем чемпионате России в Москве (впоследствии в связи с допинговой дисквалификацией Анастасии Капачинской результат команды был аннулирован).
В 2014 году вошла в состав российской национальной сборной и выступила на чемпионате мира по легкоатлетическим эстафетам в Нассау, стала бронзовой призёркой в беге на 200 метров на Мемориале братьев Знаменских в Жуковском.
Будучи студенткой, в 2015 году представляла страну на Универсиаде в Кванджу — в программе эстафеты 4 × 400 метров вместе с соотечественницами Ириной Такунцевой, Кристиной Мальвиновой и Лилией Гафиятуллиной получила серебро, уступив только команде из Польши.
В 2018 году в эстафете 4 × 400 метров взяла бронзу на чемпионате России в Казани.
В 2019 году добавила в послужной список бронзовую награду, выигранную в эстафете 4 × 400 метров на чемпионате России в Чебоксарах.